# Johann Georg Walch
Pour les articles homonymes, voir Walch.
Johann Georg Walch (1693-1775) est un philologue et théologien allemand.

## Biographie
Né à Meiningen, il est à professeur à l'Université d'Iéna. Il laisse, entre autres ouvrages :
- une Histoire critique de la langue latine (en latin),
- un Dictionnaire philosophique,
- l'Histoire de la controverse sur la procession du Saint-Esprit (en latin),
- une édition complète des Œuvres de Luther.

Il est le père de Johann Ernst Immanuel Walch (1725-1778) et de Christian Wilhelm Franz Walch (1726-1784).

## Source
- Marie-Nicolas Bouillet  et Alexis Chassang (dir.), « Jean George Walch » dans Dictionnaire universel d’histoire et de géographie, 1878 (lire sur Wikisource)